# Irakiska inbördeskriget
Irakiska inbördeskriget (efter 2011) är en väpnad konflikt mellan Iraks regering och olika motståndsrörelser och andra grupperingar, bland annat sunnimuslimer. Konflikten har sitt ursprung i Irakkriget, som började 2003 med invasionen av Irak, och avslutades den 18 december 2011, då USA:s militär lämnade Irak. Det andra inbördeskriget efterföljdes av Irakiska inbördeskriget (2006-2008). De första månaderna efter det, från december 2011 till april 2012, dog runt 1 000 irakier i konflikten. År 2013 dog närmare 10 000 personer.
Flera av grupperingarna som strider mot regeringen var aktiva som motståndsrörelser då USA med allierade ockuperat Irak efter invasionen 2003. Striderna nu kan delvis ses som en direkt fortsättning på motståndet mot ockupationsmakten, även om många andra intressen finns inblandade.
Vissa av grupperna som strider mot regeringen räknar sig till det tidigare regerande Baathpartiet eller till den islamistiska al-Qaida-rörelsen.

## Relationer mellan olika grupperingar
Det irakiska inbördeskriget är (i likhet med motsvarigheten i grannlandet Syrien en summa av flera olika konflikter mellan ett antal olika parter. Där ingår Iraks shiadominerade regering, sunnitiska upprorsgrupper (främst Islamiska staten) och landets kurder. Inbördeskriget har internationella kopplingar, genom att Iran stödjer shiiterna i Irak, Turkiet ger stöd åt irakiska kurder (som en del i försöken att neutralisera maktambitioner hos turkiska och syriska kurder) och landets regering får stöd av en internationell koalition ledd av USA. Genom Islamiska statens expansion har inbördeskrigen i Irak och Syrien vävts samman, med ett allas krig mot IS, parallellt med ett antal andra konflikter mellan olika parter.
| Politiska grupperingar      | RU | SY | So | Sk | TR | U/E | IL | S/A | IQ | Ik | Ism               | IR                | Aq/N              |
| --------------------------- | -- | -- | -- | -- | -- | --- | -- | --- | -- | -- | ----------------- | ----------------- | ----------------- |
| Islamiska staten            |    |    |    |    |    |     |    |     |    |    |                   |                   |                   |
| Al-Qaida, Nusrafronten      |    |    |    |    |    |     |    |     |    |    |                   |                   |                   |
| Iran                        |    |    |    |    |    |     |    |     |    |    |                   |                   |                   |
| Irakiska shiamiliser        |    |    |    |    |    |     |    |     |    |    |                   |                   |                   |
| Irakiska kurder             |    |    |    |    |    |     |    |     |    |    |                   |                   |                   |
| Iraks regering              |    |    |    |    |    |     |    |     |    |    |                   |                   |                   |
| Saudiarabien, Arabförbundet |    |    |    |    |    |     |    |     |    |    |                   |                   |                   |
| Israel                      |    |    |    |    |    |     |    |     |    |    |                   |                   |                   |
| USA, EU                     |    |    |    |    |    |     |    |     |    |    |                   |                   |                   |
| Turkiet                     |    |    |    |    |    |     |    |     |    |    |                   |                   |                   |
| Syriska kurder              |    |    |    |    |    |     |    |     |    |    | Vänskapligt       | Vänskapligt       | Vänskapligt       |
| Syrisk opposition           |    |    |    |    |    |     |    |     |    |    | Neutralt, misstro | Neutralt, misstro | Neutralt, misstro |
| Syriens regering            |    |    |    |    |    |     |    |     |    |    | Fientligt         | Fientligt         | Fientligt         |

Tabellen till vänster ger en viss översikt över de olika parterna i de båda inbördeskrigen, samt deras allianser och direkta motståndare.

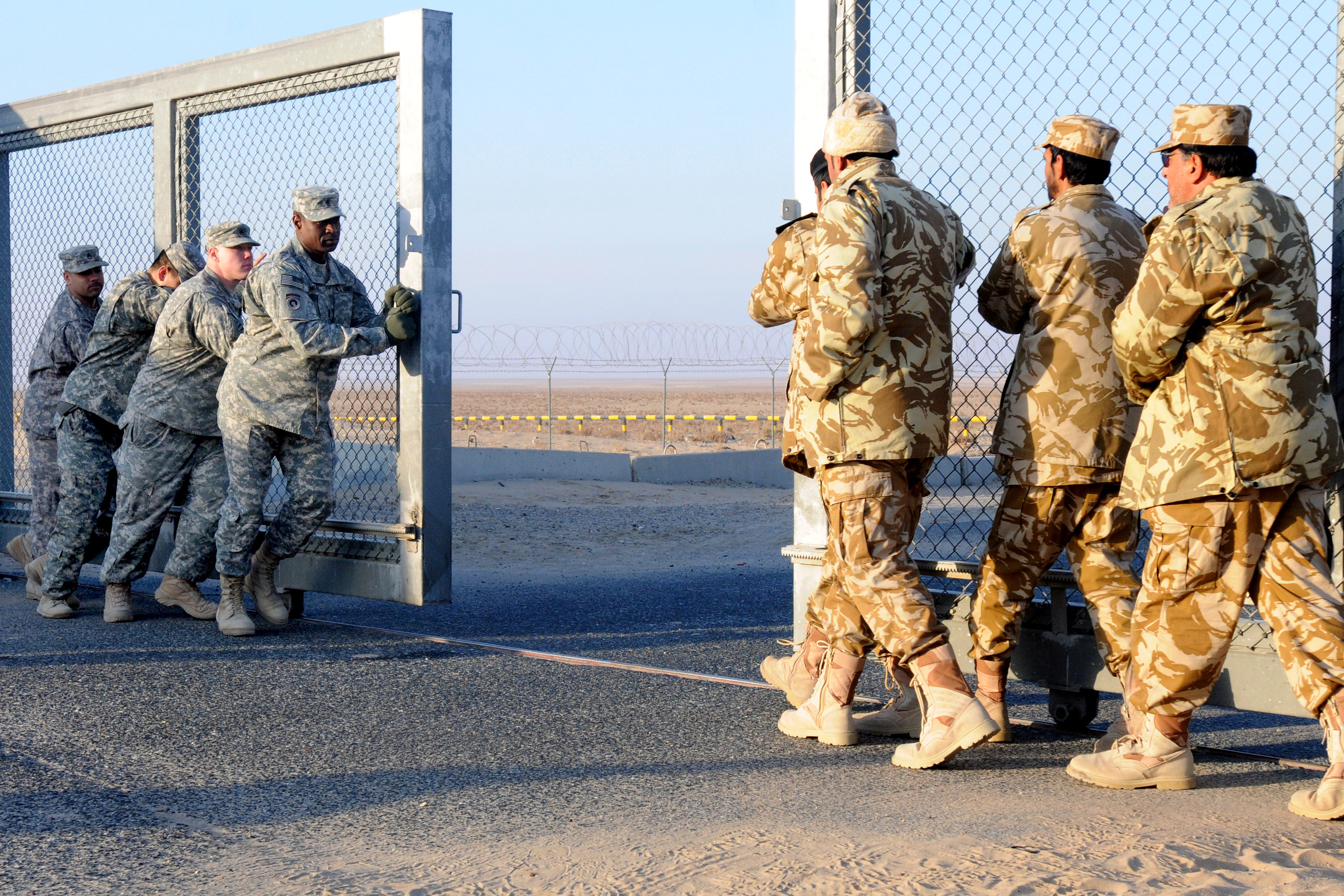
Soldater från USA och Kuwait stänger gränsgrindarna efter att USA:s sista militärkonvoj passerar igenom den 18 december 2011. Detta innebär att USA:s militära tillbakadragande från Irak avslutats.

## Utveckling

### 2011
- 15 december – Vid en ceremoni i Bagdad sker det formella avslutet av USA:s militära engagemang i Irak.[117]

### 2012
- 5 januari – Vid ett antal bombattentat i Bagdad och Nasiriyah dödades 73 personer, medan 73 skadades. Attentatet i den sydirakiska staden riktades mot folksamlingar med shiitiska muslimer. Det var den första större militära attacken i Nasiriyah sedan en självmordsattack vid en italiensk armébas i november 2003. Islamiska staten i Irak och Levanten (ISIL) tar på sig skulden för attentaten.

- 13 juni – Minst 93 personer avled och över 300 skadades vid en serie samordnade attacker på olika platser runt i Irak. ISIL tar på sig ansvaret.[118]

- 13 augusti – Minst 128 avled och mer än 400 skadades vid en nya serie koordinerade attacker på olika platser i Irak, vilket innebar den största förlusten av människoliv i landet sedan bombattentaten oktober 2009 i Bagdad (då 155 dog vid två bombattentat nära justitieministeriet i Bagdad).[119]

- 16–17 december – Under två dagar av ihållande attacker i på platser i norra och centrala Irak dödades minst 111 personer, medan 299 människor skadades. En stor del av manspillan skedde i Kirkuk och Bagdad. Många av attackerna tycktes vara riktade mot polismän och medlemmar av Iraks armé.[120]

- Efter en lugn period ökades de politiska spänningarna inom Irak, den här gången mest kretsande kring landets sunniminoritet. Huvudorsaken till oroligheterna var den pågående konflikten mellan vicepresident Tareq al-Hashemi och premiärminister al-Maliki, men ansträngda relationer till styret i de självstyrande kurdiska områdena spädde på det hela. 23 december demonstrerade tusentals irakier mot al-Maliki, i protest mot dennes åtgärder mot al-Hashemi och andra inflytelserika sunniledare.[121]

### 2013
- 4 mars – Oidentifierade beväpnade män överföll en syrisk armékonvoj eskorterad av irakiska soldater. 28 syrier och 13 irakier dödades i attacken som ägde rum nära gränsen mellan de två länderna i Iraks Al Anbar-guvernement. En vecka senare hävdade Islamiska staten (ISIL) att de låg bakom attacken, där de hävdade att de hade tillintetgjort en militärkolonn av den safavidiska armén. Detta var en referens till den persiska dynastin som styrde i Iran 1501–1736. Gruppen menade också att närvaron av syriska soldater i Irak bevisade det nära samarbetet mellan Syriens och Iraks regeringar.[122]

- 19 mars – En serie av samordnade attacker i Bagdad och andra större städer i centrala och norra delarna av landet ledde till minst 98 döda och 240 skadade. Våldsvågen riktades främst mot civila shiatroende och ägde rum på tioårsdagen av inledningen till Irakkriget. Islamiska staten (IS) tog senare på sig ansvaret för attackerna.[123]

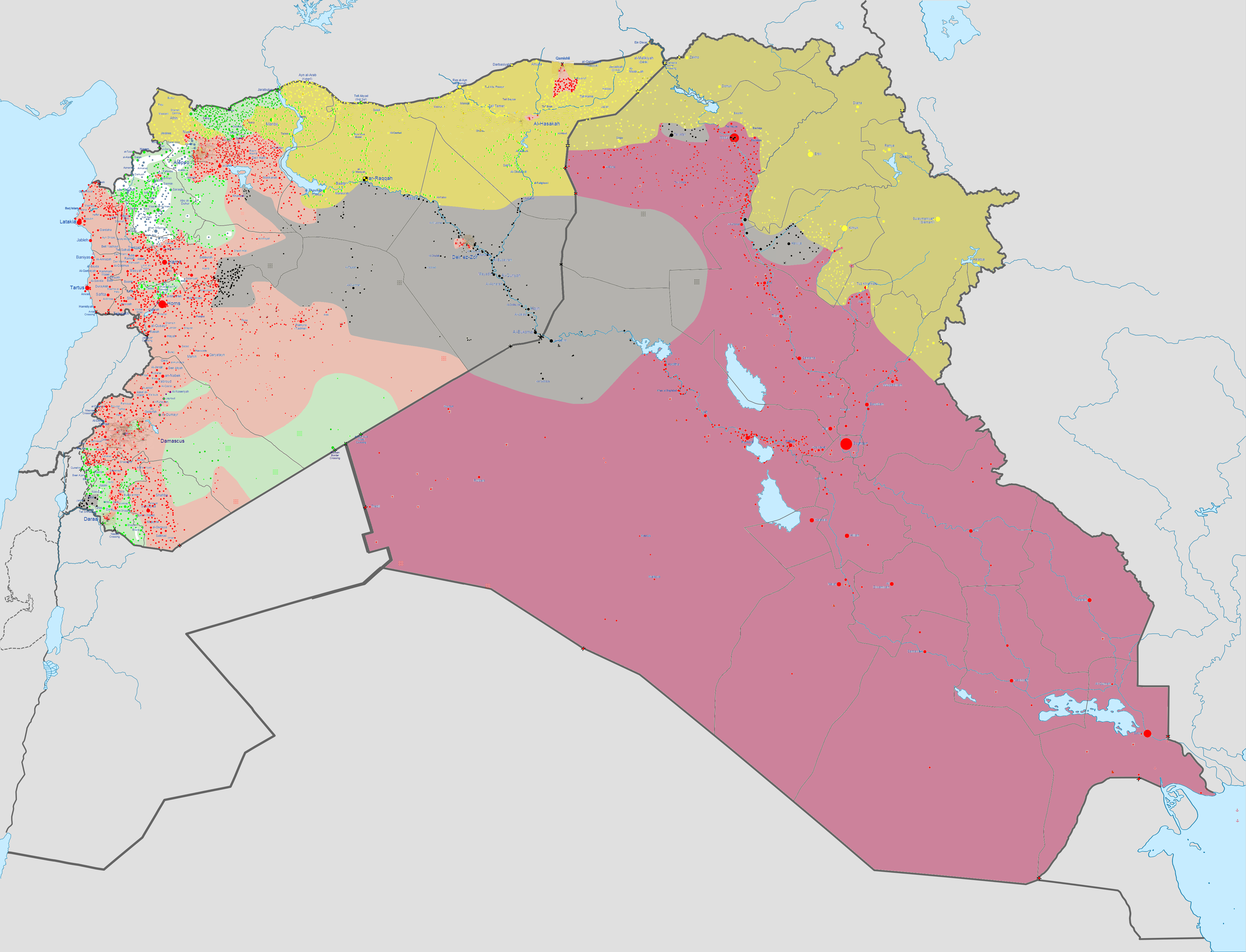
Den militära situationen i Irak:
Kontrollerat av den syriska oppositionen
Kontrollerat av den syriska regeringen
Kontrollerat av den irakiska regeringen
Kontrollerat av Islamiska staten i Irak och Levanten (ISIL)
Kontrollerat av syriska kurder
Kontrollerat av irakiska kurder

### 2014
- 2 januari – ISIL tog kontroll över hälften av den irakiska staden Falluja och delar av Ramadi. Vittnesmål i staden väster om Bagdad sa att de attackerande styrkorna satt upp passerkontroller i central och södra Falluja. I ett uttalande från inrikesministeriet sas att "Halva Falluja är i händerna på ISIL, och den andra hälften är kontrollerad av beväpnade lokalinvånare." Under de kommande dagarna tog ISIL-styrkor över delar av två andra städer i västra Irak.[124]

#### Juni
Under juni månad eskalerade den militära konflikten. Väpnade oppositionella drev ut den irakiska armén från de nordliga provinserna, medan kurdiska styrkor tog över den militära kontrollen av Kirkuk och den omgivande regionen. Detta utplånade i praktiken alla den irakiska regimens stödjepunkter i den norra delen av landet.
- 5 juni – Irakiska regimens säkerhetsstyrkor hävdade att totalt 80 döda och 88 skadade var följden av olika attacker i Irak, när säkerhetsstyrkorna samtidigt återtog kontrollen över staden Samarra i Salahudinprovinsen. Samarra hade ockuperats av militanta sunnitiska styrkor tidigare på dagen.[125]

- 9 juni – Det mesta av Mosul, Iraks andra stad, föll i händerna på IS.[126] ISIL-styrkorna tog kontroll över regeringsbyggnader, den internationella flygplatsen och polisstationer.[127] Man erövrade också ett fängelse och släppte ut fångarna. Mosuls fall rapporterades ha gett ISIL kontroll över stora mängder vapen och kontanter, vid sidan av potentiella rekryter i form av förymda/utsläppta fångar. Iraks regering genomförde därefter flygattacker mot de erövrade militärbaserna för att försöka förhindra att tunga vapen skulle falla i händerna på ISIL.[128]

- 11 juni – Staden Tikrit föll i händerna på IS-styrkor.[129]

- 13 juni – Staden Kirkuk med omgivningar ockuperades av Peshmerga och anslöts i praktiken till det angränsande Irakiska Kurdistan.